# Neudorf/Weimershof
Neudorf/Weimershof (en luxembourgeois : Neiduerf/Weimeschhaff) est l'un des vingt-quatre quartiers de Luxembourg. Il est formé des deux villages de Neudorf et Weimershof.

## Géographie
Le quartier Neudorf/Weimershof a une surface de 248.93 ha et se situe à la frontière nord-est de la capitale. Il confine au sud à Cents, à l'ouest à Clausen, et au nord-ouest à Kirchberg. Il est situé dans l’Est de la ville, juste au sud-est du Kirchberg.
Neudorf se compose largement d'une seule rue éponyme établie sur environ 3,6 kilomètres au fond du vallon qui sépare Weimershof de Cents. Weimershof occupe quant à lui plus ou moins le flanc sud-est du plateau de Kirchberg, séparé du quartier du même nom par l'avenue John F. Kennedy.
Un pont piéton et cycliste connectant Weimershof au Cents, relié à Neudorf par un ascenseur, doit ouvrir en 2028, permettant ainsi une meilleure interconnexion entre les trois quartiers, ainsi qu'avec celui du Kirchberg.

## Histoire
Neudorf est né à la fin du XVIIIe siècle du déplacement d’habitants expropriés à cause de constructions de la forteresse et au début était seulement constitué de quelques maisons bordant le chemin très fréquenté vers l’est. Une première école est construite en 1845, l’église date de 1901. Un facteur déterminant du développement économique du quartier fut la création de la brasserie Funck-Schamburger en 1864. La Brasserie Henri Funck a brassé de la bière au Neudorf jusqu’en 1982.

## Personnalité
- Anne Beffort (née en 1880 à Neudorf et morte en 1966), écrivain, première Luxembourgeoise ayant obtenu un doctorat, cofondatrice du premier lycée de jeunes filles et fondatrice du musée Victor Hugo à Vianden.